# Белкин, Павел Васильевич
Павел Васильевич Белкин (4 марта 1876 — 15 мая 1941, Санкт-Петербург) — видный специалист в области проектирования подводных лодок, кораблестроитель. Временно исполняющий обязанности заведующего Техбюро № 4 (с 20 июля 1930 г. по 17 января 1931 г.) в дальнейшем одного из известных проектных бюро по созданию дизельных подводных лодок ЦКБ-18 (ЦКБ МТ «Рубин»).

## Биография
Окончил профессионально-техническую школу. Начал свой трудовой путь токарем на Путиловском и Балтийском заводах Санкт-Петербурга.
С 1901 по 1910 гг. работал конструктором на Невском судостроительном и механическом заводе.
В 1910 г. пришёл работать инженером-конструктором в отделе подводного плавания Балтийского судостроительного и механического завода вплоть до 1918 г.
Работал под руководством основоположника отечественного подводного кораблестроения И. Г. Бубнова, участвовал в разработке рабочих чертежей серии знаменитых подводных лодок «Барс». Направлялся И. Г. Бубновым на их ходовые испытания.
Лично разрабатывал конструкции большого количества механизмов и устройств.
Осенью 1918 г. был командирован Народным комиссариатом по Морскому делу в г. Саратов для руководства работами по ремонту и техническому обеспечению подводных лодок «Минога», «Касатка», «Окунь» после перевода их с Балтийского моря в Каспийское и эсминцев для формирующейся Астраханско-Каспийской военной флотилии.
После окончания операции по переводу подводных лодок с 1919 по 1923 гг. работал заведующим производством, директор судостроительного завода «Нижний — Теплоход» в Нижнем Новгороде. После возвращения работал на руководящих должностях различных предприятий, в том числе в Техбюро № 4 Балтийского завода начальником механического сектора. После ареста Б. М. Малинина в июле 1930 г. назначен временно исполняющим обязанности заведующего Техбюро № 4 Балтийского завода. Затем до 1940 г. был начальником Кронштадтского филиала ЦКБ-18 и начальником отдела ЦКБ-18.
За заслуги в области специального строительства кораблей ВМФ Президиумом ВЦИК награждён грамотой «Герой труда РСФСР».